# Ally Disa Jonasson

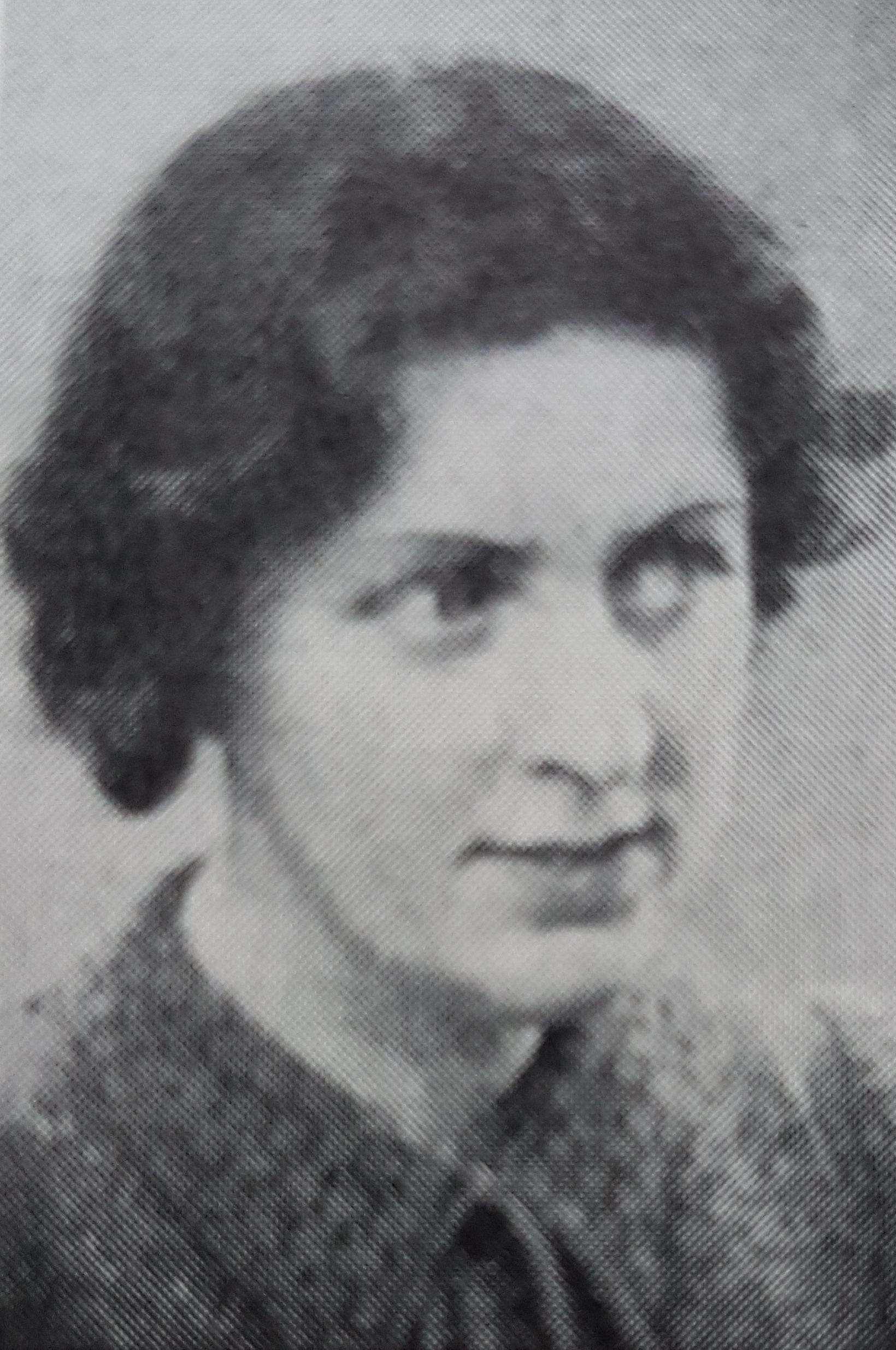

Ally Disa Elisabeth Jonasson, född 2 april 1902 i Göteborg, död 1959, var en svensk målare. 
Hon var dotter till handlaren Johan Jonasson och Oleana Rutgersson. Jonasson studerade för Birger Simonsson, Carl Ryd och Tor Bjurström vid Valands målarskola i Göteborg 1919-1924. Separat ställde hon ut i Göteborg 1936 och hon medverkade i en rad samlingsutställningar anordnade av Lidköpings konstförening och Göteborgs läns konstförening samt i Decemberutställningarna på Göteborgs konsthall. Hennes konst består av porträtt, blomsterstilleben, människoframställningar och landskap från Bohusläns skärgård. 